# Definitie van Vrije Culturele Werken

Officieel logo van de definitie van vrije culturele werken

De Definitie van Vrije Culturele Werken (Engels: Free Cultural Works) is de definitie van vrije inhoud die naar voren is geschoven door Erik Möller en gepubliceerd is op de website freedomdefined.org.
Het eerste concept van de Definitie van Vrije Culturele Werken werd gepubliceerd op 3 april 2006. Richard Stallman, Lawrence Lessig, Angela Beesley en anderen hebben het project geholpen. De versies 1.0 en 1.1 werden gepubliceerd in het Engels en vertaald in een aantal talen.
De Definitie van Vrije Culturele Werken wordt onder meer gebruikt door de Wikimedia Foundation. In 2008 werden de Creative Commons-licenties van Naamsvermelding (CC BY) en Naamsvermelding-Gelijk delen (CC BY-SA) gemarkeerd als "Goedgekeurd voor Vrije Culturele Werken". Nadien migreerde Wikipedia naar de Creative Commons licentie van Naamsvermelding-Gelijk delen.

## Goedgekeurde licenties
- Against DRM
- BSD-gelijkende non-copyleft licenties
- CC0 Public Domain Dedication (CC0)
- Creative Commons Attribution (CC BY)
- Creative Commons Attribution ShareAlike (CC BY-SA)
- Design Science License (DSL)
- FreeBSD Documentation License
- Vrijekunstlicentie (Free Art License, FAL)
- GNU-licentie voor vrije documentatie (GFDL)
- GNU General Public License (GPL)
- Lizenz für Freie Inhalte
- MirOS Licence
- MIT-licentie